# Agujaceratops
Agujaceratops ("cara con cuerno de Aguja") es un género con dos especies conocidas de dinosaurio ceratopsiano a finales del período Cretácico, hace aproximadamente entre 75 y 70 millones de años durante del Campaniense en lo que es hoy Norteamérica. Fue encontrado en los estratos de la Formación Aguja en el estado de  Texas EE. UU., originalmente conocido como Chasmosaurus mariscalensis, y descrito por Lehman en 1989, fue desplazado a un nuevo género por Lucas, Sullivan & Hunt en el 2006. La especie tipo es ahora Agujaceratops mariscalensis. La segunda especie es Agujaceratops mavericus. Agujaceratops fue un dinosaurio con cuernos que llegó a medir cerca de 5 metros de largo y 3 de alto y a pesar 2 toneladas. Es muy similar a Pentaceratops de algunas maneras aunque su volante es algo más corto y más erguido. Al igual que este posee una gola profunda de borde aserrado.

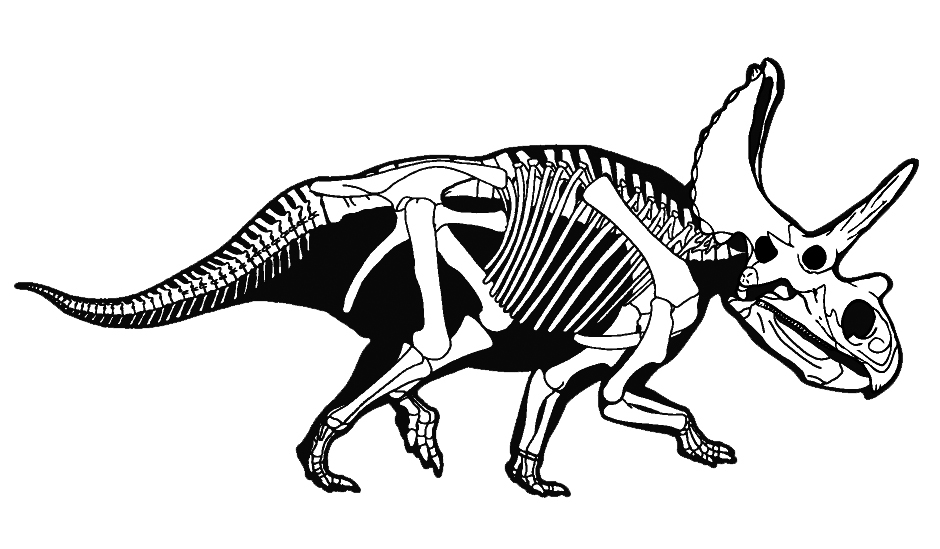
Restos fósiles.

Originalmente fue considerado como parte del género Chasmosaurus, pero fue encontrado lejos de los lugares donde este último era común. Encontrado en 1938, en el Parque nacional Big Bend por William Strain. Este material fue estudiado por Lehman en 1989 y nombrado Chasmosaurus mariscalensis. Se conoce solo del holotipo UTEP P.37.7.086, un cráneo adulto parcial que incluye la caja craneana, resto de un cuerno supraorbital, maxilar izquierdo y un dentario derecho. El material adicional se asoció con el holotipo, pero que no se consideran parte de ella. Todas los restos de Agujaceratops se obtuvieron de la parte superior de la Formación Aguja, que data de 75 a 73,5 millones de años, en el Parque nacional Big Bend, en el Condado Brewster. Tras el análisis dio como resultado que el taxón debería estar colocado en su propio género. Agujaceratops fue nombrado por Spencer G. Lucas, Robert M. Sullivan y Hunt Adrián en 2006 y la especie tipo es Agujaceratops mariscalensis. Agujaceratops es similar a ambos, Pentaceratops y Chasmosaurus. Su volante corto sugiere que probablemente no era un antepasado de Pentaceratops. Lehman, Wick & Barnes en 2016 describieron a una segunda especie para el género, Agujaceratops mavericus, la cual también ha sido reportada en estratos de la misma formación en el estado de Coahuila, al noreste de México.